# Бринкман, Райнхольд
Рейнхольд Бринкман (21 августа 1934 г. Вильдесхаузен, Ольденбург; – 10 октября 2010 года) — немецкий музыковед. 
Бринкман родился в Вильдесхаузене и учился во Фрайбургском университете. Его диссертация была про Арнольда Шенберга. Он начал работать на факультете свободного университета в Берлине в 1970 году. С 1972 по 1980 год преподавал в Филиппс-университете г. Марбург, а затем до 1985 года снова в Берлине, в берлинской Высшей школе музыки. С 1985 года преподавал в Гарвардском университете. В 2001 году был удостоен премии Сименса. В 2006 году был избран почетным членом Американского музыковедческого общества.
Его исследования включали все области теории и истории музыки с XVII века по XX век, с акцентом на междисциплинарном методе.

## Избранные сочинения
- Рихард Вагнер: фон дер опер зум Musikdrama. Берн: Франке 1978
- (прим.авт.) Импровизация и новой музыки. 8 Kongressreferate. Майнц: Шотт 1979
- (прим.авт.) Музыки в IM Alltag. 10 Kongressbeiträge. Майнц: Шотт 1980
- Арнольд Шенберг: Отель Drei Klavierstücke ОП. 11. Studien зур frühen Atonalität бей Шенберг. 2., durchges. Aufl. МИТ эйнем neuen Vorwort. Штутгарт: Штайнер 2000
- "Мусик nachdenken". Рейнхольд Бринкман и Вольфганга Рима в IM Gespräch. Регенсбург: ConBrio 2001
- Вом Pfeifen унд фон альтен Dampfmaschinen. Aufsätze зур музыкальный фон Бетховен бис Рима. Вена: Жолнаи 2006
- Поздно идиллия: вторая Симфония Иоганнеса Брамса, перевод Питер Палмер, Гарвард юниверсити пресс, 1997
- Музыка мое будущее: Шенберг Квартеты и Трио, под редакцией Рейнхольд Бринкман и Кристоф Вульф, Гарвард юниверсити пресс, 2001

## Внешние ссылки
- Рейнхольд Бринкман в каталоге немецкой Национальной библиотеки
- Интервью с Рейнхольдом Бринкманом (немецкий)